# Temple Run
Temple Run – komputerowa gra platformowa stworzona przez firmę Imangi Studios i udostępniona 4 sierpnia 2011 roku. Produkcja zyskała uznanie wśród graczy i była finansowym sukcesem. Jej popularność doprowadziła do wydania innych gier o podobnej mechanice. Wytwórnia Warner Bros. była zainteresowana filmową adaptacją gry.
W 2013 roku wydano kontynuację Temple Run 2.

## Rozgrywka
Gracz steruje ukazanym z perspektywy trzeciej osoby poszukiwaczem przygód, który ukradł figurkę boga i musi uciekać przed małpami. Temple Run to gra z gatunku endless runner, rozgrywka trwa tak długo, aż gracz popełni błąd. Gra polega na unikaniu przepaści i przeszkód na drodze. Ruch postaci wykonywany jest za pomocą gestów na telefonie. Bohater ma możliwość skręcania na boki, skakania i ślizgania się. W trakcie gry gracz może zbierać monety, za które kupuje później power-upy.

## Odbiór
Średnia ocen na agregatorze Metacritic wynosi 80/100 z dziesięciu recenzji. Wersja na Androida została pobrana milion razy w ciągu trzech dni od premiery. W czerwcu 2014 roku podano, że Temple Run i Temple Run 2 pobrano łącznie ponad miliard razy.
Recenzenci chwalili model rozgrywki i porównywali grę do innych z tego gatunku. Andrew Webster z serwisu Slide to Play stwierdził, że nawet jeśli myślisz, że masz dość gier typu endless runner, Temple Run udowadnia, że w tym gatunku jest jeszcze dużo życia. Przypomina dreszczyk emocji i intensywność gry Canabalt, ale z zupełnie nowym pomysłem i perspektywą. Każdy z nas chciał kiedyś zostać Indianą Jonesem i teraz masz na to szansę. Justin Davis z IGN pochwalił głębię i system ulepszeń gry, co jego zdaniem odróżniało ją od innych gier z tego gatunku, takich jak Canabalt i Robot Unicorn Attack.
Sukces gry spowodował wydanie klonów o zbliżonej mechanice. Współzałożyciel Imangi Studios, Keith Shepherd, uznał ten fakt za komplement, ale zauważył, że niektórzy kradną assety i wydają kopie gry nie zmieniając znacząco rozgrywki.
Firma Coastal Amusements wydała wersję gry na automaty. Według danych twórców 13% ludności USA pobrało Temple Run na swój telefon.
W 2013 roku magazyn „The Hollywood Reporter” ujawnił, że wytwórnia Warner Bros. negocjuje z Imangi Studios filmową adaptację gry.